# Mount Barr Smith
Mount Barr Smith ist ein markanter und 1310 m hoher Berg im ostantarktischen Königin-Marie-Land. Er ist der nördlichste einer Reihe von Bergen entlang der Westflanke des Denman-Gletschers.
Mitglieder der West-Basis bei der Australasiatischen Antarktisexpedition (1911–1914) unter der Leitung des australischen Polarforschers Douglas Mawson entdeckten ihn im Dezember 1912. Mawson benannte den Berg nach dem australischen Geschäftsmann und Philanthropen Robert Barr Smith (1824–1915), einem Sponsor der Forschungsreise.